# Physocephala vittata
Espèce
Synonymes
- Conops vittata Fabricius, 1794[1]
- Conops dorsalis Wiedemann in Meigen, 1824[1]
- Conops maculata Macquart, 1834[1]
- Conops solaeformis Gimmerthal, 1842[1]
- Conops flaviceps Macquart, 1844[1]
- Conops semiatrata Costa, 1844[1]
- Conops fraternus Loew, 1847[1]
- Conops truncatus Loew, 1847[1]
- Physocephala detecta Becker, 1913[1]
- Physocephala curticornis Kröber, 1915[1]
- Physocephala vittata F. var. abdominalis, Kröber 1915[1]
- Physocephala vittata F. var. semirufa, Kröber 1915[1]
- Physocephala truncata Lw. var maculigera, Kröber 1915[1]
- Physocephala vittata F. n. var. immaculata, Kröber 1939[1]
- Physocephala jakutica, Zimina 1968[1]

Physocephala vittata, le Physocephale à bandes, est une espèce d'insectes diptères de la famille des Conopidae et du genre Physocephala. P. vittata est un parasitoïde solitaire, pleinement paléarctique, dont la larve est endoparasite d'hyménoptères et spécifiquement d'Apidae.

## Description
Physocephala vittata mesure de 9 à 16 mm de long. La face est jaune, sans rayures noires. Le front est un peu brunâtre. Les antennes noires sont rougeâtres près de leurs extrémités. La trompe est complètement noire. Le thorax noir présente des bosses aux épaules jaune-rougeâtre. Le pétiole jaune est orné d'une large bande rouge. L'abdomen est presque cylindrique chez le mâle, à base très menue chez la femelle. Les quatre premiers tergites de l'abdomen ont une bande postérieure ferrugineuse intercalé d'une bande jaune d'or. Les deuxième et troisième ont la base rougeâtre et le cinquième est noir chez le mâle ; le deuxième est presque entièrement rougeâtre, le cinquième a des extrémités ferrugineuses chez la femelle. Le sixième est ferrugineux aux flancs noir chez les deux sexes. La theca de la femelle est ferrugineuse. Les fémurs sont de couleur jaune-rougeâtre. Les tibias, quant à eux, sont principalement jaunes. Les ailes sont de couleur sombre sur la bordure extérieure, cette couleur s'estompant avant leur extrémité,.

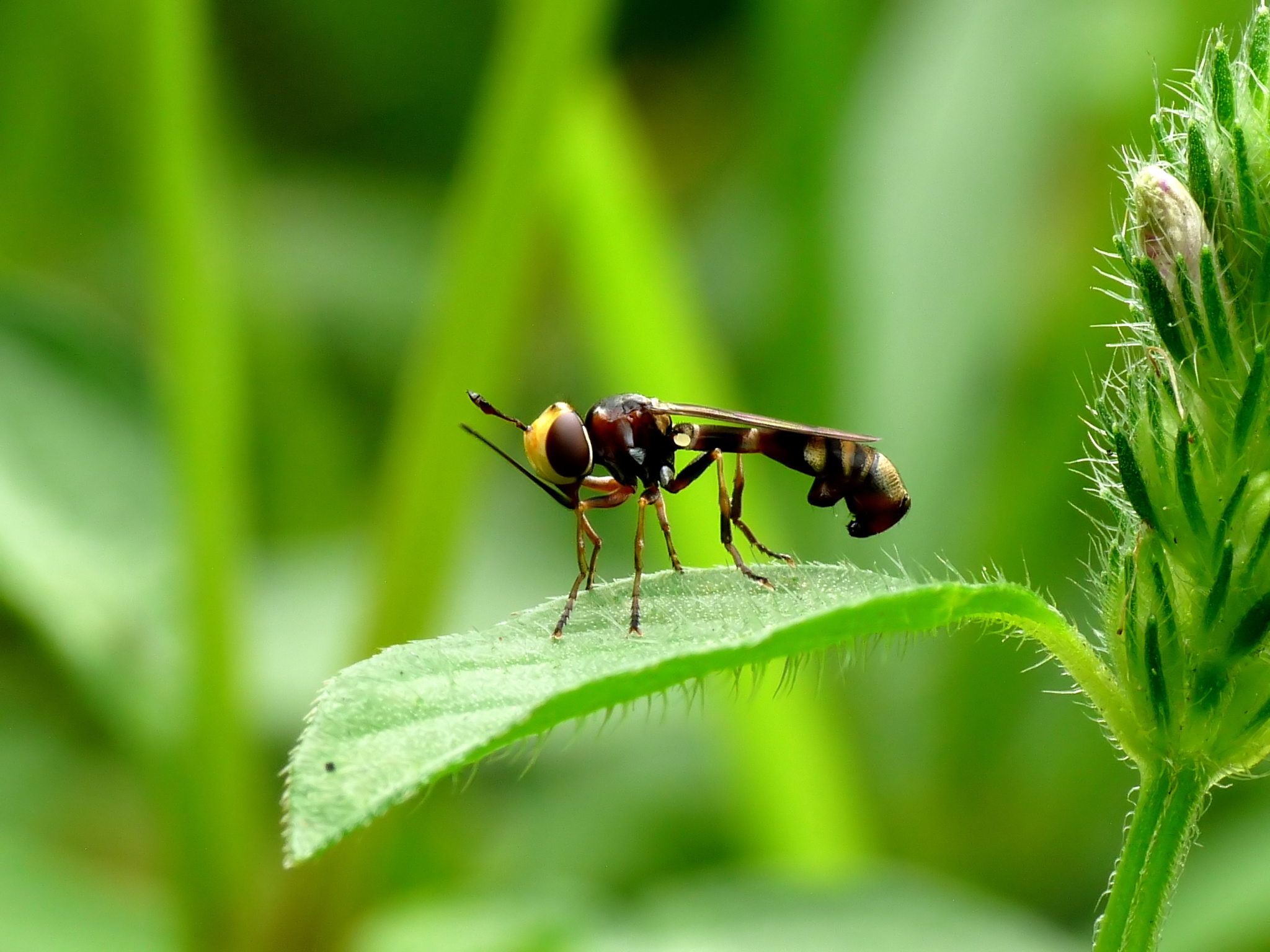
Femelle Physocephala vittata (Kerala, Inde)
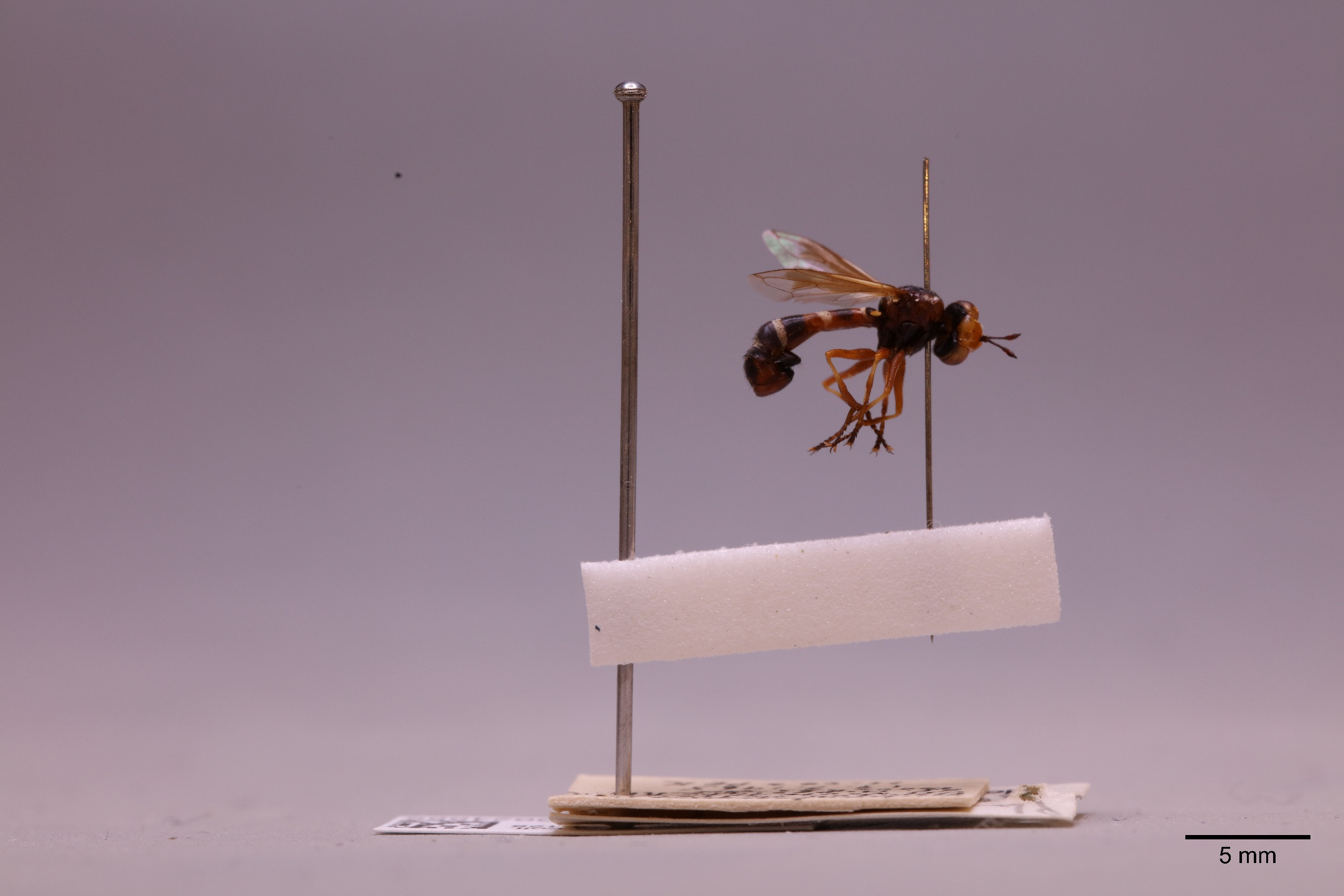
Femelle Physocephala vittata (Bouches-du-Rhône, France)
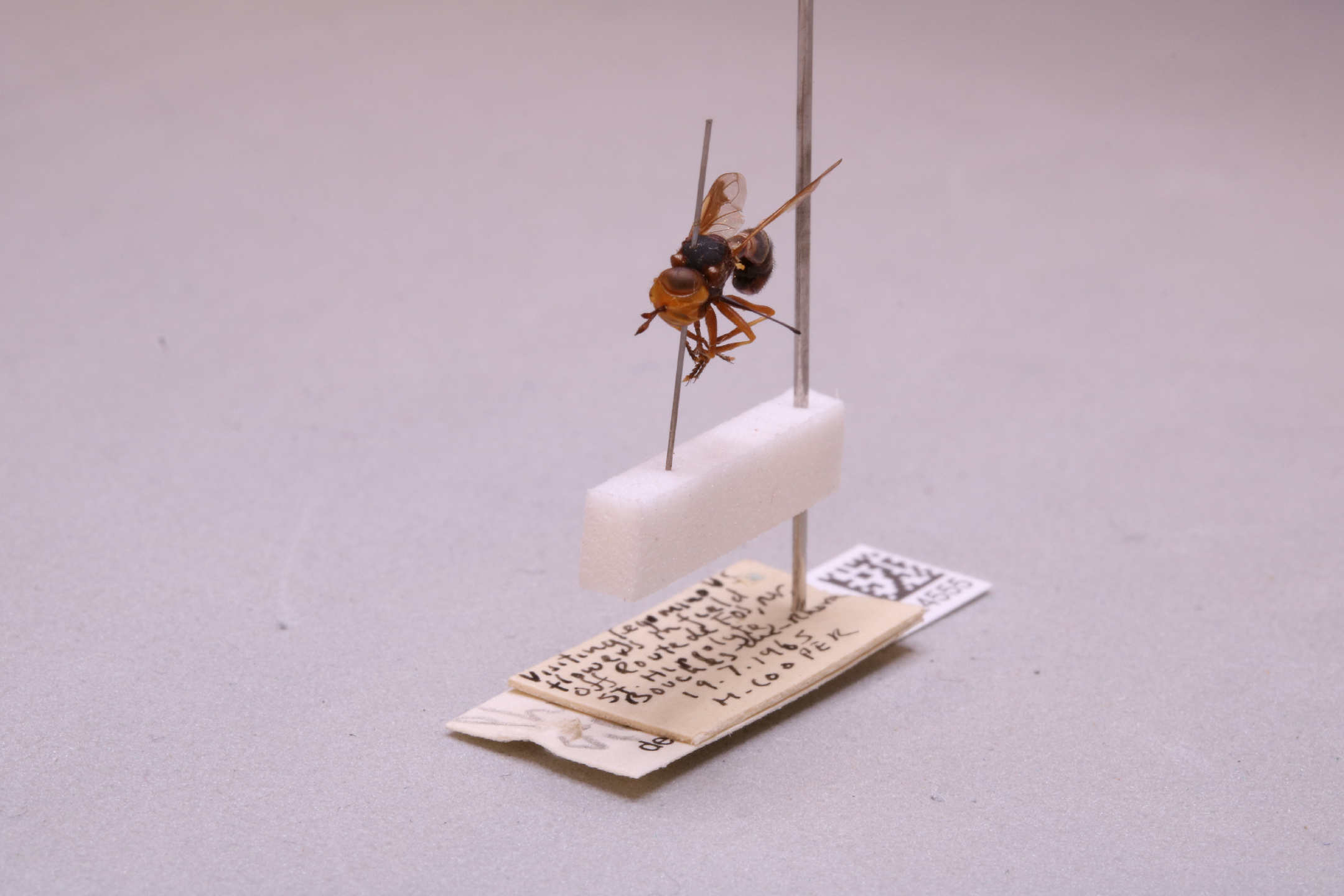
Femelle Physocephala vittata (Bouches-du-Rhône, France)
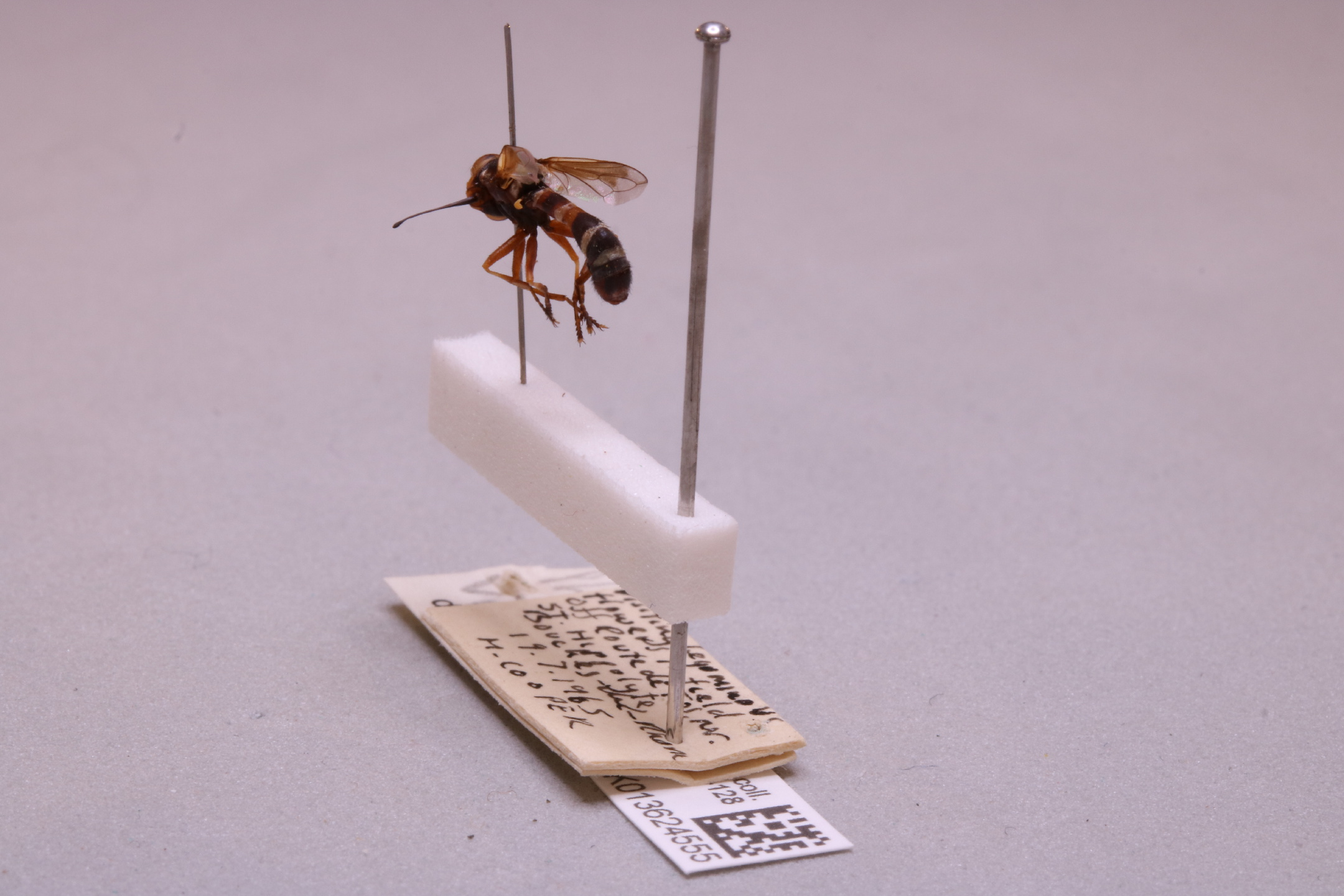
Femelle Physocephala vittata (Bouches-du-Rhône, France)

## Éthologie
Les imagos de Physocephala vittata, floricoles se nourrisant exclusivement de nectar, sont visibles de juin à septembre en Europe occidentale.
À l'instar de ses consœurs de la famille Conopidae, P. vittata est un parasitoïde solitaire dont les larves sont endoparasites d'hyménoptères. Cette espèce affectionne les Apidae dont Apis mellifera, Bombus hortorum, Bombus lapidarius, Bombus pascuorum, Bombus ruderarius, Megachile maritima, Megachile rotundata, Tetralonia malvae et également des Sphecidae dont Philanthus triangulum. D'autres mentions sont plus ou moins douteuses. Il s'agit d'Apidae : Amegilla garrula, Bombus laesus, Bombus lucorum, Bombus sylvarum, Bombus terrestris, Bombus veteranus, Eucera, Halictus scabiosae, Halictus sexcinctus, Megachile murina, Megachile sicula, également des Vespidae : Vespa crabro, Vespula germanica ainsi qu'une Acrididae : Oedipoda caerulescens.

## Distribution
Physocephala vittata est présente en écozone afrotropicale (Éthiopie, Kenya, Yemen) et sur l'ensemble du paléarctique dont l'Europe, à l'exception notable du Royaume-Uni et de l'Irlande et des zones les plus septentrionales,.